# Rhein-Neckar Air
Die Rhein-Neckar Air (RNA) war eine virtuelle Fluggesellschaft mit Sitz und Basis am Flugplatz Mannheim. Die Flüge wurden von Rhein-Neckar Air vermarktet und durch MHS Aviation durchgeführt. Das Unternehmen hat seinen Betrieb zum 31. Dezember 2024 eingestellt.

## Geschichte
Nachdem Cirrus Airlines im Januar 2012 den Flugbetrieb hatte einstellen müssen, gab es am Flugplatz Mannheim keinen Linienflugbetrieb mehr. Auf Betreiben von Unternehmen aus der Rhein-Neckar-Region (unter anderem SAP, Heidelberg Cement und Südzucker) wurde im Oktober 2013 die Rhein-Neckar Air GmbH gegründet, die am 10. März 2014 den Flugbetrieb mit Tagesrandverbindungen nach Berlin-Tegel aufnahm. Aufgrund finanzieller Schwierigkeiten hat RNA am 28. Oktober 2024 beim Amtsgericht Mannheim einen Insolvenzantrag gestellt, nachdem sie ihren Zahlungsverpflichtungen nicht mehr hatte nachkommen können; der Flugbetrieb sollte jedoch vorerst weitergeführt werden.
Anfang Januar veröffentlichte Rhein-Neckar Air jedoch, dass das Unternehmen seinen Betrieb zum 31. Dezember 2024 eingestellt hat. Anfang Dezember 2024 wurde die Mannheim City Airlines als Nachfolgegesellschaft gegründet; sie soll den Flugbetrieb ab Mannheim im April 2025 wieder aufnehmen.

## Flugziele
Die Rhein-Neckar Air bot Linienflüge von Mannheim nach Berlin und Hamburg an. Der Fokus hierbei lag auf Geschäftsreisenden. Im Zuge der Corona-Pandemie wurden aufgrund rapide gesunkener Fluggastzahlen die Linienflüge zu beiden Städten im Frühjahr des Jahres 2020 ausgesetzt. Die Verbindung nach Berlin-Tegel wurde im September 2020 kurzzeitig wieder aufgenommen, nach nur wenigen Flugtagen allerdings bis auf weiteres wieder eingestellt. Zusätzlich bedient die RNA seit 2017 auch die Nordseeinsel Sylt. Die Flüge wurden im Sommer 2019 vier Mal pro Woche (mittwochs, freitags, samstags und sonntags) angeboten. Seit Mai 2021 wurde die Verbindung nach Sylt als einzige Strecke mittwochs, samstags und sonntags bedient. Aufgrund der hohen Nachfrage wurde Sylt seit dem 8. Juni 2019 auch von Kassel bedient, in der Sommersaison 2021 jeweils mittwochs und samstags.

## Flotte
Die Rhein-Neckar Air charterte für den Flugbetrieb drei Dornier 328 von MHS Aviation. Diese führte im Auftrag der RNA die Flüge durch und stellte sowohl das Cockpit- als auch das Kabinenpersonal. Gemäß rechtlicher Definition war Rhein-Neckar Air eine Virtuelle Fluggesellschaft, da sie niemals über kein eigenes Luftverkehrsbetreiberzeugnis als Luftfahrtunternehmen (AOC – Airline Operator Certificate) verfügte. Gegenüber Passagieren trat jedoch ausschließlich die RNA als Vertragspartner auf.